# Klas Pontus Arnoldson
Klas Pontus Arnoldson (Göteborg, 1844 - Estocolm, 1916) fou un escriptor, periodista i polític suec. El 1908, va ser guardonat amb el Premi Nobel de la Pau conjuntament amb el polític danès Fredrik Bajer.

## Joventut
Nasqué el 27 d'octubre de 1844 a Göteborg. Va treballar més de vint anys en el món del ferrocarril. En aquests anys, va estudiar i escriure sobre política, filosofia i història, influenciat negativament per les guerres prussianes que s'anaven esdevenint (1864 i 1870-1871).

## Vida política
Posteriorment, fou membre electe del parlament del seu país i aprofità per a influenciar la política amb les seves idees antimilitaristes. El 1883, fundà la Swedish Peace and Arbitration Society (o Societat Sueca per la Pau i l'Arbitratge). Les seves inquietuds per la neutralitat, les feu extensibles a la resta de països escandinaus.
El 1908, rebé el Premi Nobel de la Pau, conjunt amb el polític danès Fredrik Bajer. En la seva lectura Nobel, Arnoldson clamà pel creixent sentiment antimilitarista mundial de principis de segle. En aquesta, afirma que "sense la pau no hi ha llibertat, individual o nacional". Finalment, encoratja els individus a tenir veu i vot en aquest sentiment, tot proposant un referèndum en el qual l'individu es comprometria a desitjar el desarmament de la seva nació sempre que totes les altres nacions també ho fessin, i acceptaria la creació d'una força policial d'abast mundial (clar precedent dels actuals cascos blaus). Tal com va llegir: "moltes rieres formen un gran corrent, el corrent esdevé un riu i el riu un gran mar, un oceà pacífic que envolta aquest món nostre".
Arnoldson es morí el 20 de febrer a la ciutat d'Estocolm d'un infart agut de miocardi.